# 碳酸氢三钠
碳酸氫三鈉（又稱倍半碳酸鈉），簡式Na3[H(CO3)2]·2H2O。是一種碳酸鈉和碳酸氫鈉構成的複鹽，可从碳酸钠和碳酸氢钠的溶液种结晶得到，晶體為針狀結構，它的二水合物（簡式：Na3H(CO3)2·2H2O）是天然鹼礦石馬牙鹼的主要成分。

## 用途
常用于浴盐、羊毛的脱脂洗涤,在水处理中用于调节碱度，也可用于硬水软化,代替磷酸三钠作为无磷软水剂使用。